# (74271) 1998 SK111
(74271) 1998 SK111 – planetoida z pasa głównego asteroid okrążająca Słońce w ciągu 4,63 lat w średniej odległości 2,78 j.a. Odkryta 26 września 1998 roku.